# Mariusz Chrzanowski
Mariusz Chrzanowski (născut la 25 septembrie 1984 la Łomża) - este jurist, lector universitar, politician polonez și primar. Din 2014, deține funcția de primar al orașului Łomża.
În trecut a fost un membru al Partidul Lege și Justiție, iar acum este un politician independent. A câștigat alegerile locale pentru primar în 2014 și a fost reales în 2018 și în 2024.

## Educație
A absolvit dreptul (2008) și studiile europene (2009) la Universitatea din Białystok. Și-a deschis teza de doctorat în 2014, iar în 2018 și-a obținut doctoratul la alma mater în domeniul științelor juridice. În urma obținerii calificărilor științifice, a devenit lector universitar la Academia din Łomża.

## Carieră politică
A fost consilier municipal în perioada 2006-2014. În 2014, a candidat pentru postul de primar al orașului Łomża ca candidat al partidului Lege și Justiție la alegerile municipale din Polonia, iar apoi le-a câștigat, devenind primar și părăsind partidul în 2018 (prin urmare, și-a înființat propriul comitet politic ca bază politică). A candidat cu succes pentru realegere în 2018 și 2024.